# Carbon (folyóirat)
A Carbon egy 1964-es alapítású lektorált fizikai és kémiai szakfolyóirat. Kiadója az Elsevier mely a folyóiratot évente 15 alkalommal adja közre.

## Tartalma
A folyóirat fő témája a szén, illetve allotropjai, továbbá szén alapú nanoszerkezetek fizikája, kémiája, beleértve ezek létrehozását, illetve keletkezését, szerkezetét, jellemzőit, viselkedését és technikai alkalmazásait.
Például az alábbi szénmódosulatokkal foglalkozik: grafén, grafén-oxid, szén nanocső, szénszál, és -fonál, grafit, porózus szénalapú anyagok, pirolitikus szén, amorf szén, korom, gyémánt és egyéb gémántszerű módosulatok, fullerén, stb. továbbá szenet tartalmazó olyan kompozitok, melyek jellemzőit alapvetően befolyásolja ezek széntartalma.
Továbbá jelennek meg a Carbonban cikkek szénszerkezetekkel kapcsolatos eljárásokról és alkalmazásokról, például elektromos, optikai, vagy fotovoltaikus eszközökről, intelligens anyagokról, energiatáróló és -átalakító eszközökről, környezetvédelmi, biológiai és orvosbiológiai alkalmazásokról.

## Tudománymetrikai adatai
| Mérőszám                                                | 2015  |
| ------------------------------------------------------- | ----- |
| Összes publikáció                                       | 984   |
| Impaktfaktor (hatástényező)                             | 6,198 |
| Az impaktfaktor ötéves átlaga (five-year impact factor) | 6,832 |
| Közvetlenségi index (immediacy index)                   |       |
| Az idézések felezési ideje (cited half-life)            |       |
| EigenFactor-pontszám                                    | 0,080 |
| A cikkek hatása (Article Influence Score)               | 1,438 |
| CiteScore                                               | 6,53  |
| (Source-Normalized Impact per Page, SNIP)               | 1,688 |
| SCImago-rang                                            | 2,109 |
| 1. 2. 3. 4. 5. 6. 7.                                    |       |